# おおいぬ座タウ星
おおいぬ座τ星（おおいぬざタウせい、τ Canis Majoris、Tau Canis Majoris、τ CMa）は、おおいぬ座にある連星系である。太陽系からおよそ4000光年離れている散開星団NGC 2362（おおいぬ座τ星団）に属し、その中で最も明るい天体である。視覚的には、6つの星からなる多重星とされるが、実際に連星をなしているのは、視覚的に分離できない分光連星、食連星を含め4つないし5つの星であると考えられている。

## 星系
おおいぬ座τ星は、若くて密度の高い散開星団NGC 2362の中心にみえている。この星団を構成する天体の中でも群を抜いて明るく、星団の中でゼロ歳主系列を明らかに脱してその先へ進化しているのは、未発見のコンパクト星でも存在しない限りは、おおいぬ座τ星だけである。
おおいぬ座τ星は、ジョン・ハーシェルが三重星とみなし、5等星のおおいぬ座τ星A、東に8秒離れた11等星のおおいぬ座τ星B、東に15秒離れた12等星のおおいぬ座τ星Cが記録された。一方で、ウィリアム・ヘンリー・スミスは、おおいぬ座τ星を白い6.5等星Aと、その東に85秒離れている薄灰色の9等星Bの二重星と記録した。現代の重星カタログでは、ハーシェルの三重星は踏襲し、スミスのB星はおおいぬ座τ星Dとして収録されている。
1951年には、ユニオン天文台のフィンセンが、おおいぬ座τ星Aが離角0.16秒の二重星であることを発見し、この2星はおおいぬ座τ星Aaとおおいぬ座τ星Abと呼ばれることになった。21世紀になると、スペックル干渉法によって、東に0.95秒の位置に新たな星が検出され、これはおおいぬ座τ星Eとされている。
視覚的に分離できる星とは別に、オットー・シュトルーヴェらはおおいぬ座τ星Aが分光連星であることを発見し、公転周期を154.9日、離心率を0.3と求めた。更に、ヒッパルコス衛星の測光観測によっておおいぬ座τ星Aの光度曲線が得られると、1.282日周期で規則的に2度の減光が起こることが示され、近接する食連星が存在することもわかった。
密度の高い星団の中に存在する星系では、どこまでが連星で、どこからが星団であるか線引きすることが難しい。最も近い二重星のおおいぬ座τ星Aaとおおいぬ座τ星Ab、及びその系に含まれる分光連星と食連星の伴星2星は、概ね連星系とみなされるが、次に近い重星のおおいぬ座τ星Eからは、星団の星に過ぎないともいわれる。

## 特徴
おおいぬ座τ星は、1つの恒星としてはかなり遠方にあり、位置天文学的な距離決定精度が低い中で距離を正しく評価するには、おおいぬ座τ星が属する散開星団NGC 2362の距離を考えるしかない。ガイア衛星が観測したNGC 2362の星々の年周視差から、NGC 2362の距離を求めると約4000光年である。
おおいぬ座τ星は、複雑な構造の多重星系で、視覚的に分解できない星が複数あるため、個々の星についてはほとんど詳細を決定することができていない。おおいぬ座τ星A全体としてはO型輝巨星、スペクトル型にするとO9 IIに相当し、その中でおおいぬ座τ星Aaとおおいぬ座τ星AbはどちらもO型星とみられ、おおいぬ座τ星Aaはスペクトル型がO9.2 Iab:、おおいぬ座τ星Abはスペクトル型がO9 IIIと推定されている。おおいぬ座τ星Aaは、基準とするスペクトル成分によって該当する光度階級が異なるなど不定性が大きく、分光連星と食連星を含むのであればこちらであろうと考えられている。見かけの等級は、おおいぬ座τ星Aとしては4.39等、それぞれの星はヒッパルコスの等級システムで、おおいぬ座τ星Aaが4.887等、おおいぬ座τ星Abが5.329等と測定されている。

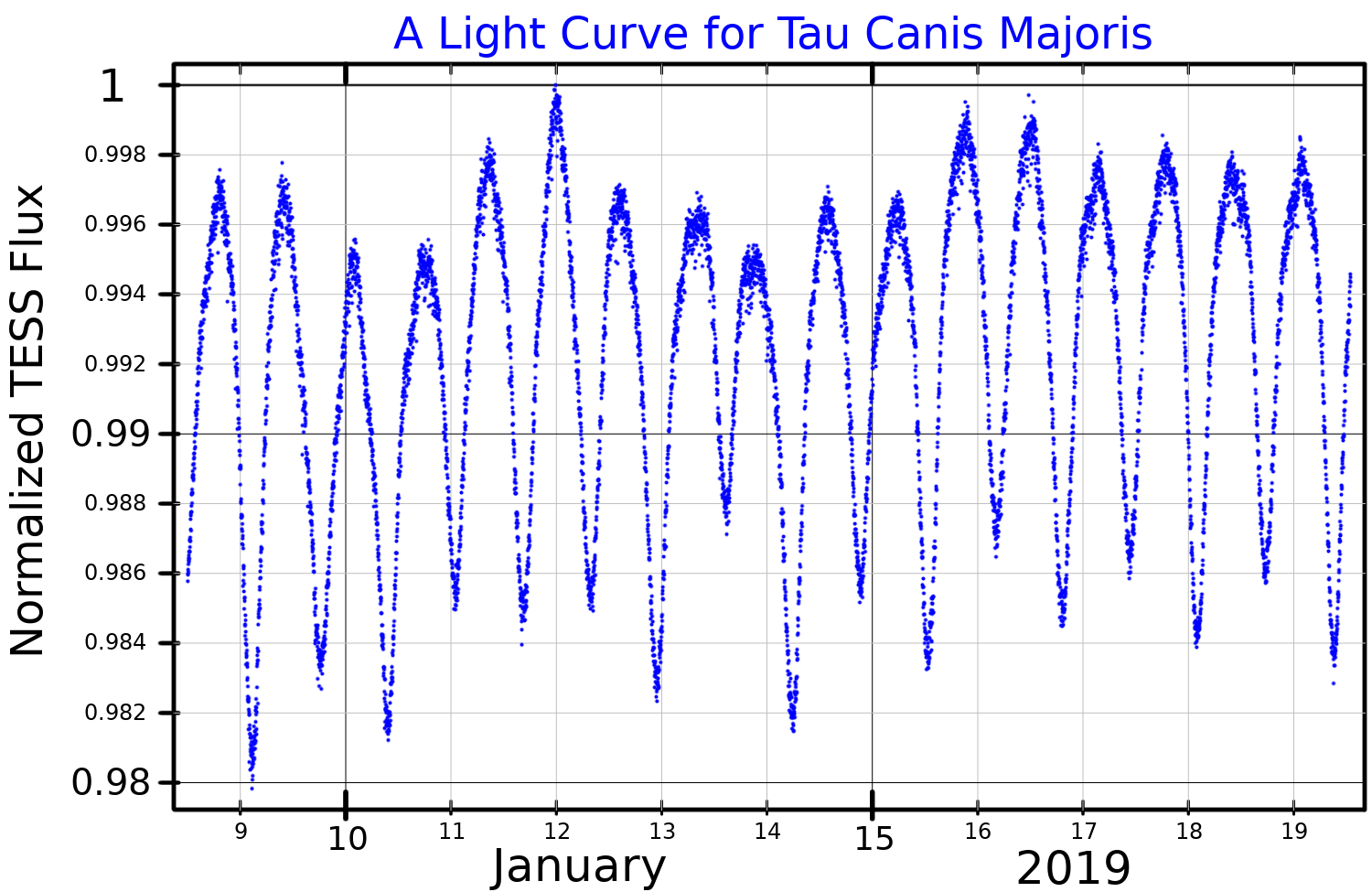
TESSの観測結果から作図した、おおいぬ座τ星の光度曲線。

分光連星は軌道周期が154.9168日、離心率が0.285という軌道で運動していると推定され、一方の成分が食連星である。食連星の軌道周期は1.2818日で、光度曲線の形状は食の始まりと終わりが明示されず、連続的に光度が変化しており、楕円体状にゆがんだ星が近接している食連星の特徴と合致し、分類としてはこと座β型（EB）とされている。食による光度低下の深さは、主極小も副極小も同じくらいで、よく似た2つの星からなる食連星ではないかと考えられる。周期154.9日の分光連星、周期1.282日の食連星は、いずれも既知のO型星の中では、最も周期が長い分光連星と最も周期が短い食連星で、おおいぬ座τ星はその両方を併せ持つきわめて珍しい存在である。このような極端な周期の連星の組み合わせは、三重連星が恒久的に破綻しないでいられる範囲を大きく逸脱しており、現在の姿で誕生したのではなく、別々に形成された星が捕獲された可能性も考えられる。
分光連星の主星と伴星、どちらが食連星なのかについては、はっきりとはわかっていないが、O型超巨星に相当するスペクトルに支配的である主星が、よく似た2つの星からなる食連星であるとすれば、1.282日という短い周期で公転できる連星間距離に対し、星の半径が大き過ぎることから、伴星の方が食連星とする説が提唱されている。それに従って、食連星を形成する星の性質を予想すると、スペクトル型がB0.5 Vに分類されるB型主系列星同士の連星となる。
おおいぬ座τ星Aaとおおいぬ座τ星Abは、発見されて以来離角が徐々に縮まっており、2020年には0.1秒を下回ったが、これは軌道運動の表れではないかとみられる。軌道要素は求められていないが、離角の大きさから、円運動を仮定した場合、軌道周期はおよそ250年になるとみられる。
おおいぬ座τ星の周りからは、赤外線天文衛星IRASによる遠赤外線の観測で、バウショックが検出されている。水素のHα線による撮像観測でも、それを裏付ける結果が得られ、衝撃波面断面の輝度輪郭も、バウショックの特徴と合致している。